# گمینا بارویتسه
گمینا بارویتسه (به لهستانی:  Gmina Barwice) یک گمینا در لهستان است که در شهرستان شچچینک واقع شده‌است. گمینا بارویتسه ۲۵۸٫۸۹ کیلومتر مربع مساحت و ۸٬۸۹۷ نفر جمعیت دارد.